# Павлово (Борисоглебское сельское поселение)
Павлово — село Борисоглебского района Ярославской области, входит в состав Борисоглебского сельского поселения.

## География
Расположено в 7 км на запад от райцентра посёлка Борисоглебский.

## История
Каменная пятиглавая церковь с колокольней во имя Тихвинской Божией Матери, св. Иоанна Предтечи и бессребреников Космы и Дамиана построена в 1774 году на средства петербургского купца Ивана Кондратьевича Солнцева на месте двух деревянных церквей XVII века. В конце XVIII века построена каменная ограда, в 1847 году — новая колокольня и паперть. В 1881 году в селе была открыта земская школа.
В конце XIX — начале XX село входило в состав Борисоглебской волости Ростовского уезда Ярославской губернии. В 1885 году в деревне было 19 дворов.
С 1929 года село входило в состав Неньковского сельсовета Борисоглебского района, с 1954 года — в составе Пестовского сельсовета, с 1959 года — в составе Краснооктябрьского сельсовета, с 2005 года — в составе Борисоглебского сельского поселения.

## Население
| 1859 | 2007 | 2010 |
| ---- | ---- | ---- |
| 129  | ↘0   | →0   |

## Достопримечательности
В селе расположена действующая Церковь Тихвинской иконы Божией Матери (1774).